# Cabolafuente
Cabolafuente es un municipio y localidad española de la provincia de Zaragoza, en la comunidad autónoma de Aragón. El término municipal, ubicado en la comarca de la Comunidad de Calatayud, tiene una población de 50 habitantes (INE 2024).

## Historia
Hacia mediados del siglo XIX, el lugar tenía contabilizada una población de 210 habitantes. Aparece descrito en el quinto volumen del Diccionario geográfico-estadístico-histórico de España y sus posesiones de Ultramar de Pascual Madoz de la siguiente manera:

CABO DE LA FUENTE: l. con ayunt. de la prov., aud. terr. y c. g. de Zaragoza (22 leg.), part. jud. y adm. de rent. de Ariza (5), dióc. Sigüenza (10): sit. sobre un montecito que presenta un horizonte despejado, particularmente por la parte del N.; combátenle los vientos del N. y O., y goza de un clima saludable, siendo sus enfermedades mas comunes las gástricas. Tiene 50 casas, con mas la municipal, distribuidas en varias calles, una escuela de primeras letras dotada con 700 rs. vn., á la que asisten 28 niños, y una igl. bajo la advocacion de la Purísima Concepcion, aneja de la parr. de Sisamon; el cementerio ocupa un parage ventilado fuera de la pobl., y los vec se surten para beber y demas usos domésticos de las aguas de una fuente que brota á 200 pasos: el térm. confina por N. con el de Ariza (1 leg.); por E. con el de Cetina (1/2); por S. con el de Sisamon, y por O. con el de Torrehermosa, ambos á igual dist. que el anterior: dentro de su circunferencia se encuentra una ermita, dedicada á S. Gregorio. El terreno es de secano y de buena calidad; tiene alguna plantacion de viñedo, y un monte pobl. de encinas de 1 leg. de largo y 1/2 de ancho, en el que tambien crecen algunas yerbas de pasto. caminos: son locales, de herradura, y su estado es regular. correos: se recibe y despacha los jueves y domingos por medio de un vec. y de la adm. de Ariza. prod.: trigo, cebada, centeno, avena y vino; cria ganado lanar, llamado churro, y caza de perdices y conejos. No se conoce ninguna clase de ind., y el comercio se reduce á la esportacion de alguna de sus prod. é importacion de los art. que hacen falta. pobl.: 44 vec., 210 alm. cap. prod.: 390,000 rs. imp.: 26,100. contr.: 5,665 rs. y 18 mrs.
(Madoz, 1846, p. 38)

## Demografía
Cabolafuente cuenta con una población de 50 habitantes (INE 2024).

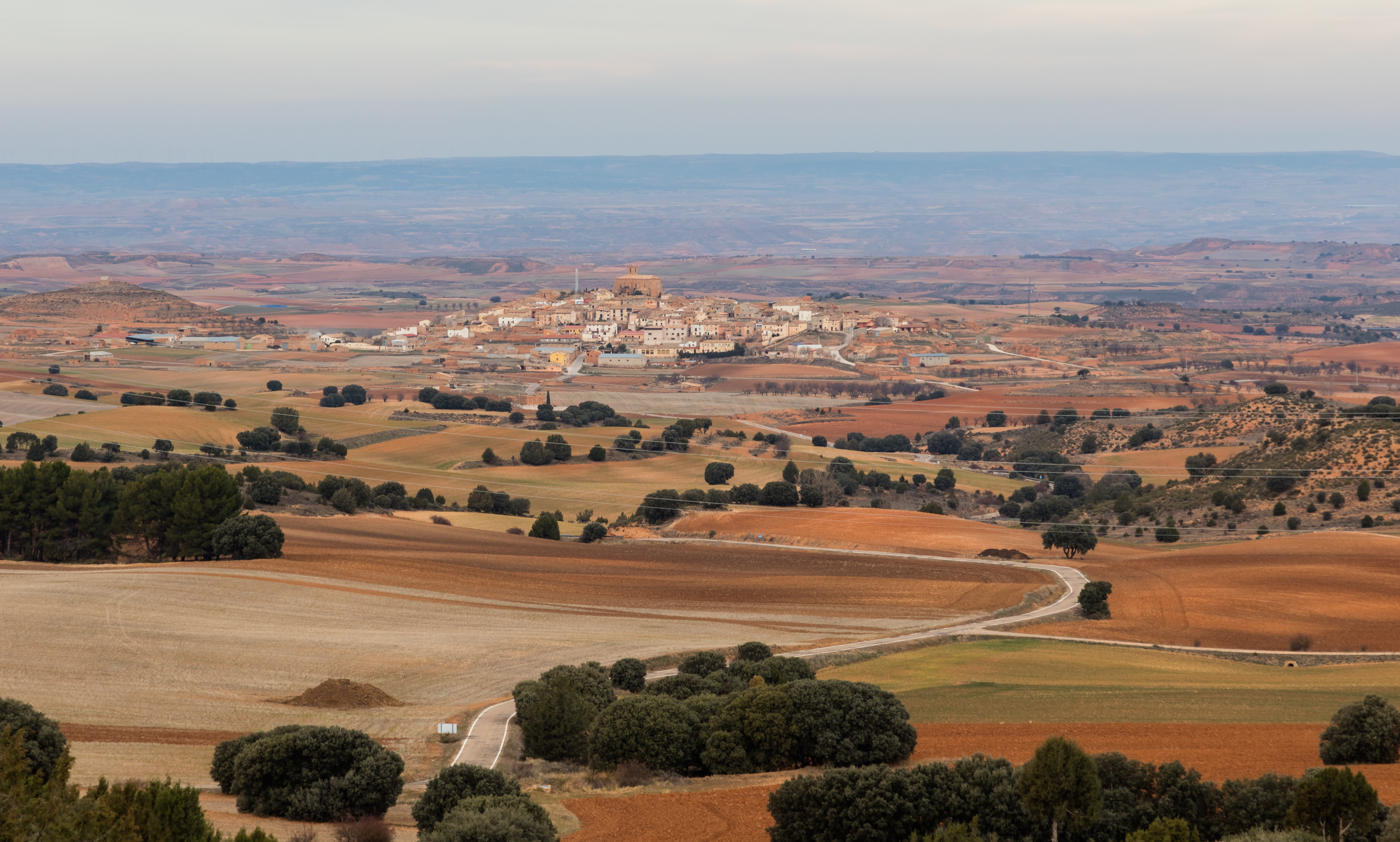
Vista de la localidad

| Gráfica de evolución demográfica de Cabolafuente entre 1842 y 2021                                                  |
| |
| Población de derecho según los censos de población del INE Población de hecho según los censos de población del INE |

## Administración y política
| Período   | Alcalde                 | Partido |  |
| --------- | ----------------------- | ------- |  |
| 1979-1983 | Pablo Marco Mateo       | UCD     |  |
| 1983-1987 | Julián Soler Cunchillos | PSOE    |  |
| 1987-1991 | Joaquín Palacios Mateo  | CDS     |  |
| 1991-1995 | Silvestre Lázaro Benito | PSOE    |  |
| 1995-1999 | Marcos Arregui López    | PSOE    |  |
| 1999-2003 | Julián Soler Cunchillos | PSOE    |  |
| 2003-2007 | Julián Soler Cunchillos | PSOE    |  |
| 2007-2011 | Julián Soler Cunchillos | PSOE    |  |
| 2011-2015 | Julián Soler Cunchillos | PSOE    |  |
| 2015-2019 | Ángel Soler Atance      | PSOE    |  |

| Partido político    | Partido político                                   | 2003   | 2007   | 2011   | 2015   |
| Partido político    | Partido político                                   | Ediles | Ediles | Ediles | Ediles |
|                     | Partido de los Socialistas de Aragón (PSOE-Aragón) | 1      | 1      | 1      | 1      |
|                     | Partido Aragonés (PAR)                             | —      | —      | —      | —      |
|                     | Partido Popular de Aragón (PP)                     | —      | —      | —      | —      |
|                     | Chunta Aragonesista (CHA)                          | —      | —      | —      | —      |
| Total de concejales | Total de concejales                                | 1      | 1      | 1      | 1      |

## Patrimonio
En la localidad se encuentra la iglesia de la Purísima Concepción. Encuadrada en el arciprestazgo del Alto Jalón.